# Dongyuan, Zherong
Dongyuan (kinesiska: 东源乡) är en socken i sydöstra Kina. Den ligger i Zherong härad i staden Ningde i provinsen Fujian, omkring 140 kilometer nordost om provinshuvudstaden Fuzhou. Antalet invånare är 6 908. Befolkningen består av 3 060 kvinnor och 3 848 män. Barn under 15 år utgör 14,0 %, vuxna 15-64 år 75 %, och äldre över 65 år 10,0 %.